# Circuito RC
Um circuito resistor-capacitor/condensador (circuito RC), filtro RC ou malha RC é um dos mais simples filtros eletrônicos de resposta de impulso infinita analógicos. Ele consiste de um resistor e de um capacitor/condensador, podendo estar ligados tanto em série quanto em paralelo, sendo alimentados por uma fonte de tensão.

## Introdução
Existem três componentes básicos de circuitos analógicos: o resistor (R), o capacitor/condensador (C) e o indutor (L). Estes podem ser combinados em quatro importantes circuitos, o circuito RC, o circuito RL, o circuito LC e o circuito RLC, com as abreviações indicando quais componentes são utilizados. Estes circuitos, entre eles, exibem um grande número de tipos de comportamentos que são fundamentais em grande parte da eletrônica analógica. Em particular, eles são capazes de atuar como filtros passivos. Este artigo considera o circuito RC, em ambas as ligações paralela e série, como mostrado nos diagramas.
Este artigo se baseia no conhecimento da representação complexa das impedâncias e no conhecimento da representação de sinais no domínio da frequência.

## Impedância complexa
A impedância complexa ZC (em ohms) de um capacitor com capacitância C (em farads) é:
{\displaystyle Z_{C}={\frac {1}{Cs}}}
A frequência angular s é, em geral, um número complexo,
{\displaystyle s\ =\ \sigma +j\omega }
onde:
- j representa a unidade imaginária:

{\displaystyle j={\sqrt {-1}}}
- {\displaystyle \sigma \ } é a constante de decaimento exponencial (em radianos por segundo)
- {\displaystyle \omega \ }  é a frequência angular sinusoidal (em radianos por segundo).

### Estado sinusoidal constante
O estado sinusoidal(senoidal) constante é um caso especial em que a tensão de entrada consiste de uma senóide pura (sem nenhum decaimento exponencial). Como resultado, temos
{\displaystyle \sigma \ =\ 0}
e a avaliação de s se torna
{\displaystyle s\ =\ j\omega }

## Circuito série

Circuito RC série

Vendo o circuito como um divisor de tensão, vemos que a tensão sobre o capacitor é dada por:
{\displaystyle V_{C}(s)={\frac {1/Cs}{R+1/Cs}}V_{in}(s)={\frac {1}{1+RCs}}V_{in}(s)}
e a tensão sobre o resistor é dada por:
{\displaystyle V_{R}(s)={\frac {R}{R+1/Cs}}V_{in}(s)={\frac {RCs}{1+RCs}}V_{in}(s)}.

### Funções de transferência
A função de transferência para o capacitor é
{\displaystyle H_{C}(s)={V_{C}(s) \over V_{in}(s)}={1 \over 1+RCs}=G_{C}e^{j\phi _{C}}}
Similarmente, a função de transferência do resistor é
{\displaystyle H_{R}(s)={V_{R}(s) \over V_{in}(s)}={RCs \over 1+RCs}=G_{R}e^{j\phi _{R}}}

#### Pólo e zeros
Ambas as funções de transferência possuem um pólo localizado em
{\displaystyle s=-{1 \over RC}}
Em adição a função de transferência do resistor possui um zero localizado na origem.

### Ganho e fase angular
Os ganhos através dos dois componente são:
{\displaystyle G_{C}=|H_{C}(s)|=\left|{\frac {V_{C}(s)}{V_{in}(s)}}\right|={\frac {1}{\sqrt {1+\left(\omega RC\right)^{2}}}}}
e
{\displaystyle G_{R}=|H_{R}(s)|=\left|{\frac {V_{R}(s)}{V_{in}(s)}}\right|={\frac {\omega RC}{\sqrt {1+\left(\omega RC\right)^{2}}}}},
e as fases angulares são:
{\displaystyle \phi _{C}=\angle H_{C}(s)=\tan ^{-1}\left(-\omega RC\right)}
e
{\displaystyle \phi _{R}=\angle H_{R}(s)=\tan ^{-1}\left({\frac {1}{\omega RC}}\right)}.
Estas expressões juntas podem ser substituídas pela expressão usual do fasor representando a saída:
{\displaystyle V_{C}\ =\ G_{C}V_{in}e^{j\phi _{C}}}
{\displaystyle V_{R}\ =\ G_{R}V_{in}e^{j\phi _{R}}}.

### Corrente
A corrente no circuito é a mesma em todos os lugares, visto que o circuito apresenta somente ligações série:
{\displaystyle I(s)={\frac {V_{in}(s)}{R+1/Cs}}={Cs \over 1+RCs}V_{in}(s)}

### Resposta de impulso
A resposta de impulso para cada tensão é a transformada de Laplace inversa de função de transferência correspondente. Ela representa a resposta de um circuito a uma tensão de entrada consistindo de um impulso ou de uma função delta.
A resposta de impulso para o capacitor é
{\displaystyle h_{C}(t)={1 \over RC}e^{-t/RC}u(t)={1 \over \tau }e^{-t/\tau }u(t)}
aonde u(t) é a função de passo Heaviside e
{\displaystyle \tau \ =\ RC}
é a constante de tempo.
Similarmente, a resposta de impulso para a tensão do resistor é
{\displaystyle h_{R}(t)=-{1 \over RC}e^{-t/RC}u(t)=-{1 \over \tau }e^{-t/\tau }u(t)}

### Considerações no domínio da frequência
Estas são expressões no domínio da frequência. Uma análise delas irá mostrar quais frequências os circuitos permitem a passagem ou rejeita. Esta análise se concentra em uma consideração sobre o que acontece com estes ganhos conforme a frequência se torna muito grande ou muito pequena.
Com {\displaystyle \omega \to \infty }:
{\displaystyle G_{C}\to 0}
{\displaystyle G_{R}\to 1}.
Com {\displaystyle \omega \to 0}:
{\displaystyle G_{C}\to 1}
{\displaystyle G_{R}\to 0}.
Isto mostra que, se a saída é obtida através do capacitor, as altas frequências são atenuadas (rejeitadas) e a baixas frequências passam. Desta forma, o circuito se comporta como um filtro passa-baixas. Entretanto, se a saída é obtida através do resistor, as altas frequências passam e as baixas frequências são rejeitadas. Nesta configuração, o circuito se comporta como um filtro passa-altas.
A faixa de frequências que o filtro passa é chamada de largura de banda. O ponto no qual o filtro atenua o sinal para {\displaystyle {\frac {1}{\sqrt {2}}}} é nomeado como frequência de corte. Isto implica que a potência consumida no resistor equivale à metade da que seria consumida caso o capacitor fosse substituído por um curto-circuito e requer que o ganho do circuito seja reduzido para
{\displaystyle G_{C}=G_{R}={\frac {1}{\sqrt {2}}}}.
Resolvendo a equação acima chegamos a
{\displaystyle \omega _{c}={\frac {1}{RC}}}rad/s
ou
{\displaystyle f_{c}={\frac {1}{2\pi RC}}}Hz
que é a frequência na qual o filtro irá atenuar a potência do sinal para sua metade.
A fase também depende da frequência, apesar de este efeito ser geralmente menos considerado que as variações de ganho.
Com {\displaystyle \omega \to 0}:
{\displaystyle \phi _{C}\to 0}
{\displaystyle \phi _{R}\to 90^{\circ }=\pi /2^{c}}.
Com {\displaystyle \omega \to \infty }:
{\displaystyle \phi _{C}\to -90^{\circ }=-\pi /2^{c}}
{\displaystyle \phi _{R}\to 0}
Então sob corrente contínua (0 Hz), a tensão do capacitor está fase com a tensão do sinal enquanto a tensão do resistor está 90° à sua frente. Conforme a frequência aumenta, e tensão do capacitor ver a ter um atraso de 90° com relação ao sinal e a tensão do resistor fica em fase com o sinal.

### Considerações no domínio do tempo
Esta seção se baseia no conhecimento de e, a constante logarítmica natural.
O método mais direto de derivar o comportamento no domínio do tempo é utilizando-se a transformada de Laplace das expressões para {\displaystyle V_{C}} e {\displaystyle V_{R}} dadas acima. Isto efetivamente transforma {\displaystyle j\omega \to s}. Assumindo uma entrada de passo (i.e.  {\displaystyle V_{in}=0} antes de {\displaystyle t=0} e {\displaystyle V_{in}=V} posteriormente):
{\displaystyle V_{in}(s)=V{\frac {1}{s}}}
{\displaystyle V_{C}(s)=V{\frac {1}{1+sRC}}{\frac {1}{s}}}
e
{\displaystyle V_{R}(s)=V{\frac {sRC}{1+sRC}}{\frac {1}{s}}}.

Resposta de passo da tensão do capacitor.

Resposta de passo da tensão do resistor.

As expansões das frações parciais e a transformada de Laplace invertida levam a:
{\displaystyle \,\!V_{C}(t)=V\left(1-e^{-t/RC}\right)}
{\displaystyle \,\!V_{R}(t)=Ve^{-t/RC}}.
Desse modo, a tensão sobre o capacitor tende a V conforme o tempo passa, enquanto a tensão sobre o resistor tende a zero, como é mostrado nos gráficos. Isto é de acordo com o conceito intuitivo de que o capacitor estará se carregando pela fonte de tensão conforme o tempo passa, e estará eventualmente totalmente carregado, formando assim um circuito aberto.
Estas equações mostram que um circuito RC série possui uma constante de tempo, usualmente representada por {\displaystyle \tau =RC} sendo o tempo que a tensão leva para subir (sobre C) ou descer (sobre R) até {\displaystyle 1/e} de seu valor final. Desta forma, {\displaystyle \tau } é o tempo que  {\displaystyle V_{C}} leva para atingir {\displaystyle V(1-1/e)} e o tempo que {\displaystyle V_{R}} leva para atingir {\displaystyle V(1/e)}.
A taxa de mudança é uma fracional {\displaystyle \left(1-{\frac {1}{e}}\right)} por {\displaystyle \tau }. Desta forma, indo de {\displaystyle t=N\tau } a {\displaystyle t=(N+1)\tau }, a tensão irá atingir cerca de 63% de seu valor quando {\displaystyle t=N\tau }, quando estará próximo de seu valor final. Então C irá se carregar cerca de 63% após {\displaystyle \tau }, e quase totalmente carregado (99.3%) após cerca de {\displaystyle 5\tau }. Quando a fonte de tensão é substituída por um curto-circuito, com C totalmente carregado, a tensão através de C se reduz exponencialmente em t com {\displaystyle V} tendendo a 0. C será descarregado até cerca de 37% após {\displaystyle \tau }, e quase completamente descarregado (0.7%) após cerca de {\displaystyle 5\tau }. Note que a corrente no circuito , {\displaystyle I}, possui um comportamento semelhante à tensão através do resistor R, através da Lei de Ohm.
Estes resultados podem ser derivados resolvendo-se as equações diferenciais que descrevem o circuito:
{\displaystyle {\frac {V_{in}-V_{C}}{R}}=C{\frac {dV_{C}}{dt}}}
e
{\displaystyle \,\!V_{R}=V_{in}-V_{C}}.
A primeira equação é resolvida utilizando-se um fator integrante e a segunda segue facilmente. As soluções são as mesmas que são obtidas através de transformação de Laplace.

#### Integrador
Considere a saída sobre o capacitor em uma alta frequência, sendo que
{\displaystyle \omega \gg {\frac {1}{RC}}}.
Isto significa que o capacitor possui tempo insuficiente para se carregar, e desta forma sua tensão é muito pequena. Dessa forma a tensão na entrada é aproximadamente igual à tensão no resistor. Para visualizar esta condição, considere a expressão para {\displaystyle I} dada abaixo:
{\displaystyle I={\frac {V_{in}}{R+1/j\omega C}}}
note que a condição de frequência descrita implica que
{\displaystyle \omega C\gg {\frac {1}{R}}}
então
{\displaystyle I\approx {\frac {V_{in}}{R}}} que é apenas a lei de Ohm.
Agora,
{\displaystyle V_{C}={\frac {1}{C}}\int _{0}^{t}Idt}
então
{\displaystyle V_{C}\approx {\frac {1}{RC}}\int _{0}^{t}V_{in}dt},
que é um integrador "através do capacitor".

#### Diferenciador
Considere a saída através do resistor a uma baixa frequência, de modo que
{\displaystyle \omega \ll {\frac {1}{RC}}}.
Isto significa que o capacitor necessita de um período de tempo para se carregar até que sua tensão esteja aproximadamente igual à da tensão da fonte. Considerando a expressão para {\displaystyle I}, quando
{\displaystyle R\ll {\frac {1}{\omega C}}},
temos que
{\displaystyle I\approx {\frac {V_{in}}{1/j\omega C}}}
{\displaystyle V_{in}\approx {\frac {I}{j\omega C}}\approx V_{C}}
Agora,
{\displaystyle V_{R}=IR=C{\frac {dV_{C}}{dt}}R}
{\displaystyle V_{R}\approx RC{\frac {dV_{in}}{dt}}}
que é um diferenciador "através do resistor".
Operações de integração e derivação mais precisas podem ser obtidas colocando-se resistores e capacitores de maneira apropriada na entrada  do sinal e na malha de realimentação (feedback) dos amplificadores operacionais.

## Circuito paralelo

Circuito RC paralelo

O circuito RC paralelo é geralmente de menor interesse que o circuito série. Isto ocorre em maior parte pelo fato de a tensão de saída {\displaystyle V_{out}} ser igual à tensão de entrada {\displaystyle V_{in}}. Como resultado, este circuito não atua como um filtro no sinal de entrada, a menos que este seja alimentado por uma fonte de corrente.
Com impedâncias complexas:
{\displaystyle I_{R}={\frac {V_{in}}{R}}}
e
{\displaystyle \,\!I_{C}=j\omega CV_{in}}.
Isto mostra que a corrente do capacitor está 90° fora de fase com relação à corrente do resistor e à corrente da fonte. Alternativamente, as seguintes equações diferenciais podem ser utilizadas:
{\displaystyle I_{R}={\frac {V_{in}}{R}}}
e
{\displaystyle I_{C}=C{\frac {dV_{in}}{dt}}}.
Para uma saída de passo (que é efetivamente um sinal de 0 Hz, ou CC), a derivada da saída é um impulso em {\displaystyle t=0}. Desta maneira, o capacitor atinge a carga completa muito rapidamente e se torna o equivalente a um circuito aberto, sendo este o comportamento característico do capacitor em corrente contínua.